# Biskupské gymnázium Letovice
Biskupské gymnázium Letovice (BG či BIGY) bylo katolické gymnázium poskytující čtyřleté gymnaziální vzdělání s důrazem na jeho humanitní složku (zejména jazyky a historii), žákům jsou zprostředkovávány křesťanské hodnoty. V rámci výuky se po celé čtyři roky přednášel povinný kurz křesťanská etika a po dva roky byla povinná latina.
Škola byla založena v roce 1991 jako Biskupské lyceum Letovice, výuku však zahájila až v roce 1993 pod jménem Biskupské gymnázium Letovice. Jejím prvním a jediným ředitelem byl JUDr. Jan Královec.Gymnázium nemělo vlastní budovu, dělilo se o prostor s žáky 1.-5. třídy ZŠ Letovice.
Vzhledem k výraznému poklesu zájmu o studium na Biskupském gymnáziu Letovice rozhodlo Biskupství brněnské jako zřizovatel Biskupského gymnázia Letovice o sloučení této školy s Biskupským gymnáziem Brno, a to s účinností od 1. 7. 2012. Biskupství přitom vycházelo z předloženého návrhu rad obou škol. Sloučením došlo k zániku Biskupského gymnázia Letovice bez likvidace. Práva a povinnosti této zanikající školské právnické osoby přecházejí na Biskupské gymnázium Brno.